# Bowery Ballroom

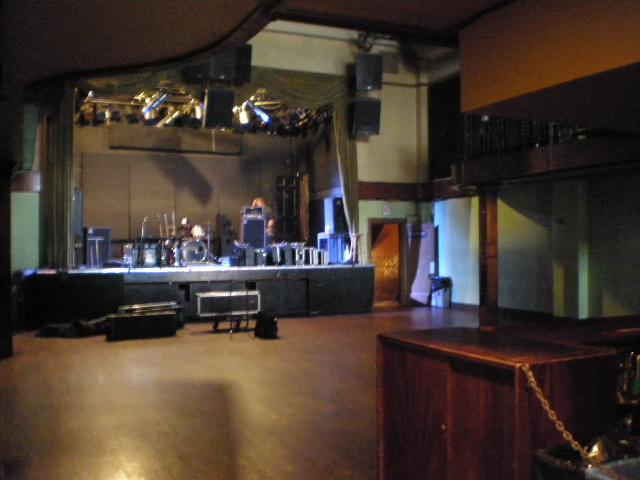
Escenario del Bowery Ballroom.

El Bowery Ballroom es una sala de música en el barrio de Bowery, en Nueva York. La estructura del edificio, en el número 6 de la Calle Delancey, fue construida justo antes del Crac del 29. Se mantuvo vacío hasta el final de la Segunda Guerra Mundial, cuando se convirtió en una tienda de venta al por menor. El barrio empezó a declinar de nuevo, al igual que el calibre de los negocios que ocupababan el espacio. En 1997 se convirtió en una sala de música. Tiene una capacidad de 550 personas.
En frente de la entrada de la sala se encuentra la estación Bowery en la línea de la calle Nassau, del metro de Nueva York. 
El club sirve como nombre del álbum de Joan Báez Bowery Songs, grabado en directo en un concierto en el Bowery Ballroom el 6 de noviembre de 2004. También aparece en la película de 2000 Coyote Ugly y en la película de 2008 Nick and Norah's Infinite Playlist.